# 謝扎爾聖馬丁
謝扎爾聖馬丁是瑞士的城鎮，位於該國西部，由納沙泰爾州負責管轄，面積13.05平方公里，海拔高度764米，2011年人口1,788，一半人口信奉基督教，人口密度每平方公里137人。